# Ильин, Алексей Викторович
Алексе́й Ви́кторович Ильи́н (1 мая 1958, Москва) — советский и российский футболист, выступавший на позиции защитника, а также футбольный тренер. С 2010 года — тренер брянского «Динамо». Воспитанник ЦСиО «Локомотив» (Москва).

## Карьера игрока

### Клубная карьера
Родился в Москве. Воспитанник ЦСиО «Локомотив» (Москва). Начинал карьеру футболиста в 1975 году в «Локомотиве». В сезонах 1980—1981 играл в ФК «Кайрат». В 1982 году вернулся в «Локомотив», но в 1986 году сыграл один сезон в составе футбольного клуба «Колос» (Никополь). После перешёл в тюменский «Геолог» и играл в нём с 1987 по 1991 год. Далее играл в футбольном клубе «Верес» (Ровно). Последние два сезона отыграл в «Динамо» (Вологда) и тобольском «Иртыше» соответственно.

### Карьера в сборной
Участник победного для советской команды Чемпионата мира по футболу среди молодёжных команд 1977 года в Тунисе. Отыграл все пять матчей.

## Карьера тренера
С 2003 года работает тренером. В разное время являлся одним из тренеров таких футбольных клубов, как «Сатурн-REN TV», «Ростов», «Динамо» (Москва), «Терек». С 2010 года занимает должность одного из тренеров брянского «Динамо».

## Достижения
- Чемпион мира по футболу среди молодёжных команд: 1977
- Мастер спорта СССР международного класса